# LOVE YOU ONLY
《LOVE YOU ONLY》(러브 유 온리)는 TOKIO의 데뷔 싱글로, 이 음반으로 정식으로 데뷔하였다.

## 설명
- TOKIO의 데뷔 싱글이며, TOKIO의 싱글 가운데 최고 매상을 기록했다.
- 이 악곡으로 1994년 제45회 NHK 홍백가합전에 출장하였다. 데뷔 이후 3개월 10일 만에 발생한 이 일은, 당시의 최단 기록 출장 기록이었다 (그 후, WaT가 기록가 다시 기록을 세웠다). TOKIO는 첫 출장한 1994년 이후로, 2008년까지 15년 연속으로 출장하고 있다.
- 또, L'Arc en Ciel이 TOKIO를 따라하여 밴드 ‘KIOTO’를 이벤트 성으로 만들어 〈LOVE YOU ONLY〉를 부르기도 하였다.

## 수록곡
1. LOVE YOU ONLY 
  - 작사 : 쿠도 테츠오 / 작곡 : 츠시미 류 / 편곡 : 니시와키 타츠야
  - 후지 TV 계열방송 애니메이션 〈ツヨシしっかりしなさい〉의 타이업 되었다. 2004년 9월에 데뷔10주년 기념 음반 《TOK10》에서 〈LOVE YOU ONLY〉를 어레인지하여, 새 버전으로 수록되었다.
2. 時代を（TOKIO）よろしく!
  - 작사 : 조시마 시게루 & 야마다 히로시 / 작곡 : 츠시미 류 / 편곡 : 니시와키 타츠야
  - 일본어에서 〈時代〉를 ‘토키’라고 읽고, 〈を〉를 ‘오’로 읽어서 이를 합쳐 읽으면 ‘토키오’이고, 영어 알파벳으롶 표기하면 ‘TOKIO’가 된다.
3. LOVE YOU ONLY (Backing Track)